# VII Quadriennale nazionale d'arte di Roma
La VII Quadriennale nazionale d'arte di Roma si aprì il 1º novembre 1955 e chiuse i battenti sette mesi dopo, il 30 aprile 1956. Fu la seconda a vedere come segretario generale il critico d'arte Fortunato Bellonzi. Alla presidenza fu confermato lo scrittore Antonio Baldini, mentre cambiarono i componenti delle varie commissioni.
Gli espositori furono oltre mille, tra artisti invitati, quelli che passarono le selezioni e i protagonisti delle retrospettive. La formula che prevedeva un'ampia panoramica dello stato dell'arte in Italia, questa volta, a differenza della precedente edizione, riscosse grande consenso e non solo di pubblico e di critica: le vendite, curate dall'ufficio acquisti, toccarono infatti la soglia dei cinquanta milioni di lire.

## Commissione e giurie
Come nella VI Quadriennale, la commissione per gli inviti fu composta da artisti, ai quali si aggiunse tuttavia anche il segretario generale Fortunato Bellonzi. Oltre a lui i componenti furono:
- il pittore Afro Basaldella
- il pittore Domenico Cantatore
- il pittore Gisberto Ceracchini
- il pittore e scultore Agenore Fabbri
- il pittore Manlio Giarrizzo
- lo scultore Emilio Greco
- il pittore Beppe Guzzi
- lo scultore Marcello Mascherini
- il pittore Orfeo Tamburi.

Le giurie furono due. La prima, nominata dal Consiglio di amministrazione ricalcava, con qualche differenza, la commissione per gli inviti. Ne fecero parte:
- il pittore Gisberto Ceracchini
- lo scultore e pittore Agenore Fabbri
- il pittore Beppe Guzzi
- lo scultore Marcello Mascherini
- il pittore Orfeo Tamburi.

La seconda giuria, eletta dagli artisti, era composta da:
- il pittore Carlo Carrà
- il pittore Felice Casorati
- il pittore Renato Guttuso
- lo scultore Pericle Fazzini
- lo scultore Francesco Messina.

Presidente delle due giurie viene nominato il pittore Fausto Pirandello.

## Allestimento e collocamento delle opere
Anche nella scelta del collocamento delle opere, il segretario generale Fortunato Bellonzi affiancò i due artisti componenti la commissione, Emilio Greco e Beppe Guzzi.

## Catalogo
Il catalogo, VII Quadriennale nazionale d'arte di Roma, comprendeva 476 pagine, di cui 140 tavole, edito dalla casa editrice De Luca di Roma.

## Le retrospettive
Nel 1955 le retrospettive all'interno della Quadriennale furono ventidue: 
- Mostra antologica della pittura e della scultura italiane del periodo 1910-30
- Eva Quajotto
- Gino Pancheri
- Teo Giannotti
- Quirino Ruggeri
- Donato Frisia
- Alberto Savinio
- Alfredo Biagini
- Mario Ortolani
- Pietro Barillà
- Carlo Siviero
- Francesco Perotti
- Ferruccio Scattola
- Armando Cuniolo
- Daniele Schmiedt
- Primo Sinopico
- Atanasio Soldati
- Cino Bozzetti
- Orazio Amato
- Giuseppe Graziosi
- Salvatore Friscia
- Cesare Breveglieri.

## A
Afro Basaldella; Carla Accardi; Giuseppe Agelao; Maria Pia Aguglia Toti; Giuseppe Ajmone; Elia Ajolfi; Tristano Alberti; Filippo Albertoni; Renato Alessandrini; Attilio Alfieri; Oddo Aliventi; Orazio Amato; Saverio Ambrosini; Giovanni Amoroso; Danilo Andreose; Alberto Andrullo; Paolo Angelani; Pietro Angelini; Nereo Annovi; Richard Antohi; Antonio De Witt; Ruggero Arborio; Maria Arcangeli; Enrico Arfa; Saverio Armenio Arò; Luca Arrighini; Enzo Assenza; Franco Assetto; Claudio Astrologo; Ugo Attardi; Cesare Attili; Marcello Avenali; Luigi Aversano; Emilio Maria Avitabile.

## B
Aldo Augusto Baccinetti; Manlio Bacosi; Vittorino Bagattini; Giovanni Balansino; Armando Balboni; Corrado Balest; Giacomo Balla; Angelo Balzardi; Aldo Bandinelli; Bruno Baratti; Gaetano Barbagallo; Rosalba Barbanti; Anna Barbaro (artista); Saverio Barbaro; Agostino Barbieri; Luigi Barbieri; Giovanni Barbisan; Simonetta Bardi; Pietro Barillà; Latino Barilli; Bruno Bartoccini; Amerigo Bartoli; Luigi Bartolini; Luigi Bassano; Guido Basso; Riccardo Bastianutto; Nina Batalli; Giulia Battaglia; Marina Battigelli; Arnaldo Battistoni; Fausta Beer; Gino Bellani; Giuseppe Bellei; Laura Bellini; Gastone Benvenuti; Aldo Bergonzoni; Ugo Bernasconi; Elena Berner; Pia Bernini Monaco; Nino Bertoletti; Tommaso Bertolino; Giorgina Bertolucci Di Vecchio; Giacomo Bertucci; Lino Berzoini; Alfredo Biagini; Lino Bianchi Barriviera; Angelo Biancini; Walter Biancò; Renzo Biasion; Pietro Bibolotti; Primo Bidischini; Antonio Biggi; Gaetano Bighignoli; Annibale Biglione; Luigi Bini; Umberto Boccioni; Gustavo Boldrini; Bona; Carlo Bonacina; Salvatore Bonanno; Gino Bonfanti; Antonio Bonfiglio; Paolo Boni; Mario Bonilauri; Giovanni Bonini; Aldo Borgonzoni; Maria Grazia Bornigia; Pompeo Borra; Manolo Borromeo; Gino Borsato; Renato Borsato; Ezio Bosio; Guido Botta; Stelvio Botta; Cino Bozzetti; Francesco Brancaccio; Giovanni Brancaccio; Biagio Brancato; Gastone Breddo; Bruno Breggion; Cesare Breveglieri; Remo Brindisi; Luigi Broggini; Martino Brondi; Gianni Brumatti; Arnaldo Brunetti; Enzo Brunori; Renato Bruscaglia; Pino Buelli; Antonio Bueno; Paolo Buggiani; Armando Buratti; Alberto Burri; Rezio Buscaroli; Remigio Butera.

## C
Nino Caffè; Corrado Cagli; Enrico Caiati; Francesco Caiazzo; Luigi Caldanzano; Aldo Calò; Ettore Calvelli; Amelia Camboni; Aurelio Caminati; Enrico Campagnola; Domenico Campanelli; Massimo Campigli; Giuseppe Matteo Campitelli; Giuseppe Canali; Giuseppe Candela; Gigi Candiani; Carlo Canestrari; Franco Cannilla; Domenico Cantatore; Aldo Capacci; Rubens Capaldo; Achille Capizzano; Ugo Capocchini; Giuseppe Capogrossi; Giuliana Caporali; Alfiero Cappellini; Carmelo Cappello; Ugo Carrà; Umberto Carabella; Ezio Bruno Caraceni; Lilian Caraian; Antonio Carbonati; Nicola Cardona; Antonio Carena; Aldo Carlan; Mario Carletti; Gaetano Carlevari Persico; Valeria Carli; Carlo Carlomonti; Cosimo Carlucci; Corrado Carmassi; Enrico Carmassi; Carmelo; Carlo Caroli; Aldo Caron; Duilio Carotti; Giorgio Carpanini; Carlo Carrà; Mimì Carreras; Giuseppe Carrino; Guglielmo Carro; Bruno Caruso; Dino Caruso; Rocco Carvelli; Maceo Casadei; Elena Casali Ricchi; Tommaso Cascella; Guido Casciaro; Aurelia Casoni; Ezio Casoni; Felice Casorati; Umberto Maria Casotti; Bruno Cassinari; Rodolfo Castagnino; Ettore Castagnolo; Liberto Castellani; Ugo Castellani; Alfio Castelli; Raffaele Castello; Sally Castelnuovo; Leo Castro; Alfredo Catarsini; Vladimiro Catelli; Gianni Cavalcoli; Alik Cavaliere; Emanuele Cavalli; Curzio Ceccarelli; Dario Cecchi; Leonetta Cecchi Pieraccini; Andrea Cefaly; Giorgio Celiberti; Roberto Cenci (pittore); Gisberto Ceracchini; Mino Ceretti; Orlando Cesarini; Giuseppe Cesetti; Arturo Checchi; Alberto Chiancone; Aldo Chiappelli; Federico Chiara; Maria Chiaromonte; Guido Chiti; Valeriano Ciai; Giacomo Ciamberlani; Giovanni Ciangottini; Vincenzo Ciardo; Arnoldo Ciarrocchi; Piramo Cigheri; Virginio Ciminaghi; Carlo Ciocca; Elio P. Cirillo; Gianmario Cirmolo; Otello Cirri; Mario Ciucci; Sandro Ciuffarella; Giovanni Ciusa Romagna; Carlo Ciussi; Umberto Clementi; Fabrizio Clerici; Francesco Coccia; Nicolò Codino; Giovanni Colacicchi; Nando Coletti; Ettore Colla; Raffaele Collina; Rolando Colombini; Bruno Colorio; Vincenzo Colucci; Aristide Coluccini; Carmelo Comes; Hansi Cominotti; Carmelo Consoli; Silvio Consadori; Pietro Consagra; Giovanni Consolazione; Bruno Conte; Michelangelo Conte; Pino Conte; Primo Conti; Romano Conversano; Luigi Coppa; Edgardo Corbelli; Antonio Corpora; Carlo Corsi; Rodolfo Costa; Massimo Costetti; Romeo Costetti; Raffaele Costi; Tullio Crali; Angelo Maria Crepet; Gino Crispo; Gino Croari; Carlo Croccolo; Roberto Cuccaro; Nazzareno Cugurra; Carlo Cuneo; Armando Cuniolo; Gigi Cuniolo; Igino Cupelloni; Vittorio Cusatelli; Ossi Czinner.

## D
Gian Rodolfo D'Accardi; Marcello D'Agliano; Paolo D'Agostino; Anna Maria D'Aloia; Carlo D'Aloisio Da Vasto; Gemma D'Amico Flugi; Giulio D'Angelo; Lorenzo D'Ardia; Ugolino da Belluno; Lia Dall'Oglio Sicher; Carlo Dalla Zorza; Romeo Daneo; Cristoforo De Amicis; Giovanni De Angelis; Giovanni De Caro; Adriana De Cataldo; Giorgio De Chirico; Enrico De Cillia; Emilia De Divitis; Alfredo De Filio; Titina De Filippo; Giorgio De Giorgi; Renato De Giorgis; Michele De Giosa; Raffaele De Grada; Luigina De Grandis; Giuseppe De Gregorio; Pietro De Laurentiis; Raffaele De Marinis; Filippo de Pisis; Maria De Regibus; Roberto De Robertis; Francesco De Rocchi; Federico De Rocco; Maurizio De Rosa; Augusto De Rose; Paolo De Rusticis; Giambattista De Salvo; Girolamo De Stefani; Armando De Stefano; Enrico De Tomi; Eugenio Degani; Mario Delitala; Antonio Della Colletta; Enrico Della Torre; Mino Delle Site; Fortunato Depero; Edoardo Devetta; Giuseppe Di Caro; Angelo Di Castro; Orlando Di Collalto; Guido Di Fidio; Gaetano Di Martino; Antonio Di Pillo; Carmine Di Ruggiero; Alfonso Di Pasquale; Ignazio Di Stefano; Franco Di Vito; Mario Dinon; Cosimo Donadei; Ida Pia Donati; Antonio Donghi; Mario Donizetti; Armando Donna; Piero Dorazio; Giovanni Dragoni; Ercole Drei.

## E
Saulo Epifani; Ernesto Ercolani.

## F
Agenore Fabbri; Alfredo Fabbri; Antonio Fagherazzi; Fabio Failla; Ines Falluto; Giordano Falzoni; Tonci Fantoni; Eliano Fantuzzi; Enzo Faraoni; Fernando Farulli; Antonio Fasan; Felice Fatati; Pericle Fazzini; Eugenio Fegarotti; Egle Felcini; Giuseppe Lodovico Felici; Lina Fenoglio; Vincenzo Ferrante; Nietta Ferrantell; Ferruccio Ferrazzi; Enrico Ferreri; Rosa Ferreri; Pier Demetrio Ferrero; Ferruccio Ferri; Guido Ferroni; Ettore Fico; Eligio Finazzer Flori; Leonor Fini; Giosetta Fioroni; Angelo Fois; Foiso Fois; Umberto Folli; Elena Fondra; Carlo Fontana; Lucio Fontana; Voltolino Fontani; Gustavo Foppiani; Arnaldo Foresti; Felice Forgione; Vivaldo Fornaciari; Felicita Frai; Riccardo Francalancia; Franco Francese; Nino Franchina; Enzo Frascione; Edelweiss Frezzan; Salvatore Friscia; Donato Frisia; Vincenzo Frunzo; Mario Fulloni; Salvatore Fumo; Bruno Furlotti; Bettina Fuso.

## G
Luigi Gabrieli; Margherita Gabrielli; Giovanni Gaglianone; Nicola Galante; Dora Galli; Oscar Gallo; Mario Gambetta; Ferdinando Gammelli; Gino Gandini; Nino Garaio; Franco Garelli; Luciano Gaspari; Bruna Gasparini; Giansisto Gasparini; Mariano Gavasci; Felice Gazzilli; Lorenzo Maria Gelli; Valmore Gemignani; Luigi Gentile; Franco Gentilini; Alberto Gerardi; Marco Gerra; Lazzaro Giampaolo; Leone Giacani; Teo Gianniotti; Francesco Giannone; May Giannuzzi Savelli; Mario Giansone; Umberto Giaroli; Manlio Giarrizzo; Franco Giorgi; Gian Luigi Giovanola; Franco Girelli; Franco Girosi; Armando Giuffredi; Laura Giuliani Redini; Giulio Marelli; Maria Laetitia Giuliani; Maria Vittoria Gizzi; Goffredo Godi; Remo Gordigiani; Gino Gorza; Giorgio Grando; Tonino Grassi; Giuseppe Graziosi; Emilio Greco; Gino Gregori; Angelo Gresele; Italo Griselli; Bogdan Grom; Loris Gualazzi; Cesarina Gualino; Francesco Gubbiotti; Alcione Gubellini; Luigi Guerinoni; Giuseppe Guerreschi; Michele Guerrisi; Eugenio Guglielminetti; Pietro Guida; Ugo Guidi; Virgilio Guidi; Ferruccio Guidotti; Nunzio Gulino; Renato Guttuso; Beppe Guzzi; Virgilio Guzzi.

## H
Carlo Hollesch.

## I
Camillo Innocenti; Giancarlo Isola.

## J
Emma Jeker; Guido Josia; Franco Jurlo.

## K
Giovanni Ketoff.

## L
Savino Labò; Roberto La Carrubba; Guido La Regina; Maria Lai; Dino Lanaro; Berto Lardera; Luisa Larreta; Emanuele Lavacca; Bice Lazzari; Egidio Lazzarini; Mario Luigi Lazzeretti; Raffaele Leomporri; Nello Leonardi; Leoncillo; Stanislao Lepri; Sergio Lera; Alis Levi; Carlo Levi; Lia Levi; Paola Levi Montalcini; Claudio Lezoche; Riccardo Licata; Guido Limido; Raffaele Lippi; Salvatore Li Rosi; Piera Livellara; Silvio Livio (Rossi); Raffaello Locatelli; Stefano Locatelli; Silvio Loffredo; Amedeo Lombardi; Umberto Lombardi; Dilvo Lotti; Franca Luccardi; Gino Lucchi Del Zozzo; Ugo Lucerni; Gennaro Luciano; Felice Ludovisi; Diana Luise; Maria Lupieri; Benzo Lupo; Chiara Luraghi; Domenico Lusetti.

## M
Mino Maccari; Elena Maccone; Vittoria Maceratese; Giuseppe Macrì; Giorgio Maddoli; Mario Mafai; Erminio Maffioletti; Vittorio Magini; Augusto Magli; Walter Magnavacchi; Alberto Magnelli; Maria Magnetti; Cesco Magnolato; Angelo Camillo Maine; Luisa Majorino Capri; Giuseppe Malagodi; Pietro Antonio Manca; Romeo Mancini; Alberto Manfredi; Edgardo Mannucci; Giannetto Mannucci; Elvio Manzini; Giuseppe Manzone; Linda Manzoni; Giacomo Manzù; Tranquillo Marangoni; Luciano Maranzi; Giulio Marchetti; Aristide Marcozzi; Mario Marcucci; Rodolfo Margheri; Anacleto Margotti; Ugo Marinangeli; Giuseppe Marino; Umberto Mariotti; Paolo Marras; Rita Marsili; Luigi Martella; Pino Martina; Alberto Martini; Arturo Martini; Enrico Martini; Quinto Martini; Guido Marussig; Norma Mascellani; Marcello Mascherini; Nicola Mascolo; Giacomo Maselli; Titina Maselli; Giuseppe Massari; Giulio Masseroni; Gennaro Massi; Umberto Mastroianni; Tullia Matania; Carlo Mattioli; Felice Mattioli; Remo Mauri; Marcello Mazzoli; Giuseppe Mazzullo; Pietro Melecchi; Mario Melis; Pino Melis; Roberto Melli; Gino Meloni; Fausto Melotti; Dino Menato; Carmelo Mendola; Demetrio Menegatti; Elena Meneghini; Luciano Mercante; Elettra Metallinò; Giuseppe Micieli; Franco Miele; Giuseppe Migneco; Vittorio Milan; Silvestro Mileto; Sebastiano Milluzzo; Leone Minassian; Clara Mingoli; Luciano Minguzzi; Saro Mirabella; Foscarina Mirabelli; Mirko (Mirko Basaldella); Romana Mischi De Volpi; Cesare Mocchiutti; Amedeo Modigliani; Natalia Mola; Elena Molè; Sante Monachesi; Salvo Monica; Dante Montanari; Luigi Montanarini; Carlo Montarsolo; Alessandro Monteleone; Pietro Mario Monteverdi; Emanuele Montrone; Rolando Monti; Tina Morabito Lucifero; Gino Morandi; Giorgio Morandi; Publio Morbiducci; Rino Mordacci; Enzo Morelli; Vittorio Morelli; Moroello Morellini; Alberico Morena; Bernardo Morescalchi; Antonio Moretti; Mario Moretti; Virgilio Mori; Ennio Morlotti; Elio Morri; Ivan Mosca; Giuseppe Motti; Marcello Muccini; Antonio Mura; Italo Mus; Antonio Music; Sirio Musso.

## N
Gilda Nagni; Gianna Nardi Spada; Giovanna Nascimbene Tallone; Aldo Natili; Navarrino Navarrini; Giuseppe Negrisin; Alberto Negroni; Rodolfo Nencini; Dario Neri; Alberto Nobile; Armando Nocentini; Liliana Nocera; Maddalena Nodari; Emilio Notte.

## O
Silvio Olivo; Giovanni Omiccioli; Augusto Orlandi; Orlando Paladino Orlandini; Franco Orlando; Giovanni Maria Orlando; Nemesio Orsatti; Mario Ortolani.

## P
Mario Pacilio; Umberto Padella; Domenico Paduano; Salvatore Padula; Nardo Pajella; Silvano Palandri; Gaetano Pallozzi; Gino Pancheri; Nazzareno Pancino; Luigi Pane; Maria Pantosti Milizia; Luigi Paolelli; Giorgio Dario Paolucci; Giovanni Paparoni; Leonardo Papasogli; Giuseppe Papi; Eugenio Pardini; Giuseppe Vittorio Parisi; Pasquarosa; Armando Pasquini; Ezio Pastorio; Irnerio Patrizi; Enrico Paulucci; Luigi Pavanati; Tommaso Peccini; Mario Pecoraino; Raimondo Pedone; Francesco Pelessoni; Mario Pellarin; Eros Pellini; Tino Pelloni; Fulvio Pendini; Giuseppe Pennazza; Lorenzo Pepe; Luigi Pera; Augusto Perez; Achille Perilli; Ines Perino; Nino Perizi; Francesco Perotti; Celo Pertot; Cesare Peruzzi; Osvaldo Peruzzi; Umberto Peschi; Anna Maria Petocchi; Enzo Petrillo; Ennio Pettenello; Antonio Pettinicchi; Guido Peyron; Valentina Pianca; Marianne Piani; Oscar Piattella; Giuseppe Piccolo; Italo Picini; Francesco Piccini; Giulio Piccini; Guido Pierantoni; Giuseppe Pierpaoli; Bruno Pinto; Fausto Pirandello; Vincenzo Piras; Giuseppe Pirrone; Valerio Pisano; Maria Pistoia; Agata Pistone; Gian Pistone; Letizia Pitigliani; Gino Pittaluga; Sandra Pittini; Alfredo Pizzanelli; Salvatore Pizzarello; Angelo Pizzi; Isa Pizzoni; Pasquale Platania; Amelia Platone; Marina Poggi D'Angelo; Biagio Poidimani; Attilio Polato; Ebe Poli; Vivaldo Poli; Gian Mario Pollero; Adriano Polli; Luigi Pollice; Guido Polo; Alfonso Pone; Pino Ponti; Alessandro Pornaro; Antonio Porto; Giacomo Porzano; Eleonora Posabella; Ennio Pozzi; Walter Pozzi; Italo Pradella; Enrico Prampolini; Guido Prayer; Dino Predonzani; Claudia Premoli; Mercedes Prestia; Angelo Prudenziato; Alice Psacaropulo; Linda Puccini; Enotrio Pugliese; Domenico Purificato.

## Q
Aldo Quaglia; Carlo Quaglia; Eva Quajotto; Maria Enza Quargnali; Nicoletta Quarra; Mimì Quilici Buzzacchi.

## R
Mario Radice; Edera Radici; Enrico Ragni; Carol Rama; Carlo Ramous; Stefano Rapisarda; Pietro Raspi; Umberto Ravazzi; Mauro Reggiani; Floraspe Renzetti; Mario Restelli; Gian Piero Restellini; Manlio Rho; Paolo Ricci; Federico Righi; Mitty Risi; Fausta Rivera; Alba Rizzo; Pippo Rizzo; Amelio Roccamonte; Luigi Roccati; Raffaele Rocchi; Gina Roma; Giovanni Romagnoli; Bepi Romagnoni; Elio Romano; Generoso Romano; Leonardo Romano; Vittorio Romeo; Sergio Romiti; Luigi Roncaglia; Fernando Ronchetti; Andreina Rosa; Ottone Rosai; Mario Rossello; Antonio Rossi; Attilio Rossi; Gino Rossi; Giovanna Rossi; Ilario Rossi; Vanni Rossi; Francesco Rossini; Mimmo Rotella; Bruno Rovesti; Francesco Ruberti; Nicola Rubino; Giulio Ruffini; Quirino Ruggeri; Giovanni Ruggiero; Nino Ruju; Antonio Ruscica; Pino Rusconi; Gianni Russian; Corrado A. Russo; Mario Russo.

## S
Lina Saba; Teresa Sacchi Notte; Giovanni Saccomani; Brunella Saetti; Bruno Saetti; Rita Saglietto; Fulvio Saini; Giambattista Salerno; Alberto Salietti; Raffaello Salimbeni; Riccardo Sallustio; Ada Salvadori; Aldo Salvadori; Anna Salvatore; Salvatore Salvemini; Mario Samonà; Pietro Sanchini; Antonio Sanfilippo; Domenico Sangillo; Giacomo Sangiorgio; Giancarlo Sangregorio; Alberto Sani; Guglielmo Sansoni (Tato); Antelma Santini; Renato Santini; Giuseppe Santomaso; Manlio Sarra; Aligi Sassu; Alberto Savinio; Giuditta Scalini; Ada Scarmiglia; Luigi Scarpanti; Pietro Scarpellini; Ferruccio Scattola; Enrico Schiavinato; Daniele Schmiedt; Toti Scialoja; Anna Maria Scoppo; Antonio Scordia; Lello Scorzelli; Remo Scuriatti; Salvatore Secchi; Albano Seguri; Dolores Sella; Renato Selvi; Pio Semeghini; Eugenio Sementa; Sandro Sergi; Mario Serra; Giberto Severi; Gino Severini; Carlo Sergio Signori; Lydia Silvestri; Sinisca; Primo Sinopico; Mario Sironi; Carlo Siviero; Enrico Socrate; Ardengo Soffici; Emilio Sobrero; Fabio Massimo Solari; Atanasio Soldati; Ivo Soli; Francesco Somaini; Luciano Sommella; Luciana Sonda; Pierluigi Sonetti; Carlo Soricelli; Emiliano Sorini; Luigi Spacal; Armando Spadini; Alferio Spagnuolo; Gino Spalmach; Leo Spaventa Filippi; Luciano Spazzali; Luigi Spazzapan; Francesco Speranza; Adriano Spilimbergo; Domenico Spinosa (n. 15-6-1901. m. ?); Domenico Spinosa (n. 15-7-1916; m. 2007); Iris Spiridigliozzi; Francesco Spizzico; Raffaele Spizzico; Cosimo Sponziello; Leonardo Spreafico; Italo Squitieri; Pippi Starace; Bruno Starita; Vito Stifano; Giovanni Stradone; Ugo Stramaccioni; Luigi Strazzabosco; Carlo Striccoli; Alberto Sughi; Antonio Sugi; Luigi Surdi.

## T
Remo Taccani; Nino Talozzi; Filippo Tallone; Orfeo Tamburi; Amerigo Tamburrini; Antonio Tammaro; Giuseppe Tampieri; Luciano Tastaldi; Vittorio Tavernari; Carlo Terzolo; Ampelio Tettamanti; Gavino Tilocca; Giovanni Tinti; Pietro Tinu; Nino Tirinnanzi; Francesco Tizzano; Giovanni Tizzano; Renato Tizzano; Ilde Tobia Bertoncin; Almerico Tomaselli; Fiorenzo Tomea; Eugenio Tomiolo; Alighiero Tondi; Vittorio Toppani; Bruno Toscano; Arturo Tosi; Salvatore Tosi; Fernando Toso; Mario Tozzi; Mino Trafeli; Virgilio Tramontin; Ernesto Treccani; Nurdio Trentini; Alberto Trevisan; Francesco Trombadori; Franco Trombini; Fernando Troso; Giulio Turcato; Aldo Turchiaro.

## U
Giuseppe Uncini; Ildebrando Urbani; Angelo Urbani Del Fabbretto.

## V
Gianni Vagnetti; Roberto Vaiano; Valentino Vago; Anton Pietro Valente; Franco Valeri; Giuseppe Vanadia Bartolo; Ulliano Vecchi; Valeria Vecchia; Pompeo Vecchiati; Maria Vecchione; Emilio Vedova; Mario Vellani Marchi; Gianvincenzo Vendittelli Casoli; Antonio Venditti; Adriana Venturini Notte; Luigi Venturini; Renato Vernizzi; Elverio Veroli; Libero Verzetti; Tobia Vescovi; Renzo Vespignani; Costantino Vetriani; Alberto Viani; Lorenzo Viani; Benso Vignolini; Franco Villoresi; Franco Viola; Giordano Viotto; Gaio Visconti; Raoul Vistoli; Pasquale Vitiello; Umberto Vittorini; Mario Vittorio; Charis Vivante; Giuseppe Viviani; Renato Volpini; Volterrano Volterrani; Lucenti Vuattolo.

## W
Jenny Wiegmann Mucchi; Remo Wolf.

## Y
Armiro Yaria.

## Z
Cesare Zampaloni; Alberto Zampieri; Umberto Zampieri; Tono Zancanaro; Pedra Maria Zandegiacomo; Ada Zanon Marisaldi; Renzo Zanutto; Corrado Zanzotto; Erminia Zauli Moretti; Ernesto Zenari; Giuseppe Zigaina; Augusto Zoboli; Gino Zocchi; Bruno Zoni; Moreno Zoppi; Giordano Zorzi; Annibale Zucchini; Nino Zucco; Oreste Zuccoli.